# クラレンス・リドリー
クラレンス・S. リドリー (Clarence S. Ridley、1883年6月22日 - 1969年7月26日) は、アメリカ合衆国の軍人、技術者である。
インディアナ州ハリソン郡コリードンの出身で、1905年に陸軍士官学校を同期中4番目の成績で卒業し、陸軍工兵団に少尉として任官。キューバ、ハワイ、フィリピン、ノースカロライナ州、ワシントンD.C.での勤務を経て、順調に昇進を重ねていった。1919年にはベルギー国王アルベール1世からレオポルド勲章を授与されている。
1921年にパナマ運河保守管理の副責任者となり、1936年から1940年までパナマ運河地帯の総督を務めた。1947年に退役し、1969年にカリフォルニア州カーメルで死去。